# Veverka popelavá
Veverka popelavá (Sciurus carolinensis) je hlodavec z čeledi veverkovitých (Sciuridae). Původně se druh vyskytoval ve východní části Severní Ameriky (území části USA a Kanady), byl však introdukován do mnoha dalších států. Nejvýznamnější je její introdukce do Evropy, především na Britské ostrovy, kde velmi negativně ovlivňuje populace zde původní veverky obecné (Sciurus vulgaris).

## Vzhled
Od své blízce příbuzné veverky obecné se liší tím, že je větší a nikdy nemá výrazné štěty na uších. Srst je popelavě šedá s příměsí rezavě hnědé především v oblasti obličeje a nápadně světlým až bílým bříškem. Výjimečně je možné setkat se i s albinistickými jedinci. Může vážit od 400 do 800 g a dorůst délky až 30 cm, respektive 74 cm i s ocasem. Průměrně je zhruba 47 cm dlouhá a 520 g těžká.

## Rozšíření
Z původního areálu je veverka popelavá introdukována do velké části Kanady (provincie Québec, Ontario, Nový Brunšvik, Manitoba, Saskatchewan, Britská Kolumbie, Nové Skotsko) a mnoha států USA (Kalifornie, Oregon, Washington, a Montana). Mimo území Severní Ameriky se dostala do Irska, Velké Británie, Itálie a Jižní Afriky. V Austrálii, kam byla též introdukovaná, již populace vyhynula. Ve státech kontinentální Evropy včetně České republiky a s výjimkou Itálie zatím záznamy o výskytu veverky popelavé neexistují, ovšem za předpokladu rozrůstající se italské populace je pravděpodobné, že se rozšíří i do ostatních států.
Na Britské ostrovy byly veverky popelavé dováženy z východu USA jako exotická zvířata do parků a zahrad venkovských sídel. Mezi lety 1876 a 1929, byl druh vysazen v 31 případech, přičemž ve 24 případech došlo ke zvětšení populace.  Dnes veverka popelavá žije ve většině Anglie a Walesu a v severním Skotsku. V Irsku bylo v roce 1913 vysazeno pouhých šest párů, ovšem po sto letech, začátkem 21. století je zde veverka popelavá rozšířena na celém území.
V Itálii byly v letech 1948–1994 úspěšné tři ze čtyř introdukcí, při kterých bylo vypuštěno okolo čtyř až šesti jedinců. Po přelomu roku 2000 se v Itálii vyskytují populace veverky popelavé v oblasti Piedmont (v roce 1948 introdukce dvou párů z Washingtonu D.C., USA), na pobřeží Ligurie a v Lombardii, v lesích podél toku řeky Ticino. Odborníci odhadují velikost italské populace na tisíce jedinců.

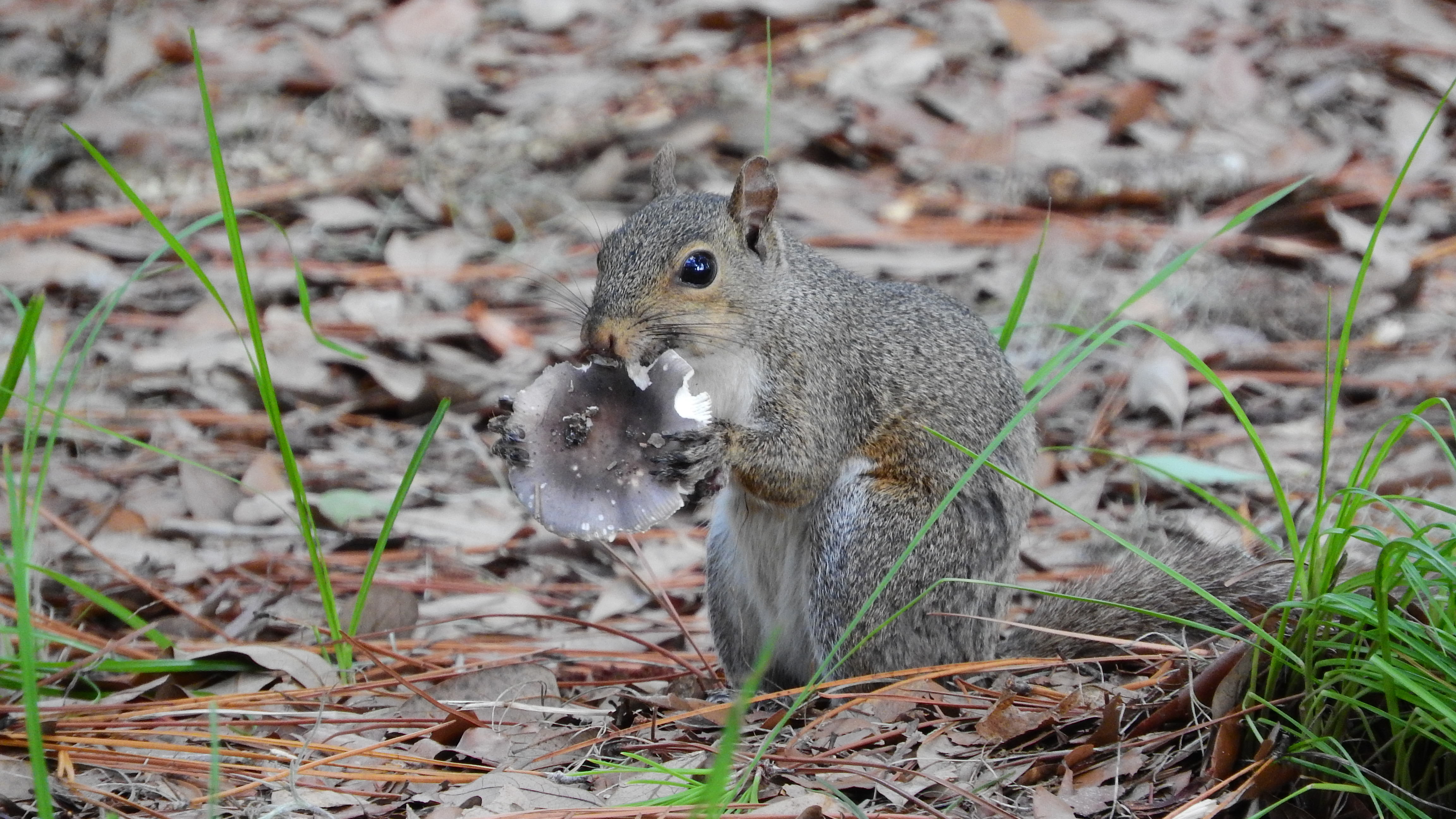
Veverka popelavá pojídající houbu; močály Okefenokee, Florida

## Chování
Je to denní živočich. Žije v lesích, remízcích i městském prostředí (často v městských parcích a zahradách), většinou v blízkosti trvalých vodních ploch. 
Veverky popelavé nejsou teritoriální, domácí okrsky se často překrývají a mívají obvykle rozlohu do 5 hektarů. Ve městech a příměstských oblastech nebo v turistických destinacích jsou často i velmi zdomácnělé – rabují odpadkové koše, nechávají se krmit z ruky, některé dokonce cíleně žebrají (panáčkují nebo metají kotouly).

## Rozmnožování
Páření probíhá od prosince do února a poté od března do května, kdy samci intenzivně pronásledují samice. Ty pak tráví 44 dní březosti o samotě ukryté v hnízdech z větví a listí v korunách stromů. Rodí až dva vrhy po 2–3 mláďatech ročně – první většinou jarní (březen), druhý pozdně letní (srpen). Délka reprodukčního věku je maximálně 10 let, spíše ale 8–9 let.

## Potrava
Živí se především různými plody dřevin, převážně oříšky (tzn. žaludy, plody ořešáků a další), ale konzumuje velmi často i houby, ovoce, řidčeji malé savce, vejce nebo hmyz. Obratné prsty jí umožňují pevně si potravu během konzumace přidržovat oběma předními tlapkami. Veverka popelavá nedovede nashromáždit tolik energie, aby vydržela delší dobu hladovět, proto u ní neexistuje zimní spánek. Tvoří si aktivně zimní zásoby. 
Nejaktivnější je veverka zrána a večer za soumraku, kdy podle ročního období shání semena, pupeny nebo zralé plody. Jídelníček veverky popelavé se měsíc po měsíci mění. V lednu na něm jsou větvičky a houby, v květnu se veverka živí výhonky a pupeny a září jí přináší největší pochoutku: lískové oříšky, žaludy a bukvice. Hladové veverky ale také loupí ptačí hnízda, vybírají oříšky z ptačích krmítek a na jaře vyhrabávají cibulky rostlin. Přebytky potravy si veverka zahrabává po částech do země. Na část zásob zapomene, a tak vlastně pomáhá šířit duby, buky a lísky.

## Kompetice s veverkou obecnou
Veverka popelavá využívá stejné potravní zdroje a podobný habitat jako veverka obecná. Ačkoli se mezi těmito druhy neobjevuje žádná agresivita, je veverka popelavá v konkurenční výhodě – důvodem je efektivnější trávení získané potravy, a tak i její větší příjem. U veverky obecné se pak následkem snížené dostupnosti potravy a jejímu horšímu využití objevuje podvýživa, která vede ke špatnému prospívání potomků a omezení tělesného růstu. To vyúsťuje nejen k poklesům populace a zmenšování jejího areálu, ale až k lokálním vyhynutím druhu. Veverka popelavá je navíc přenašečem parapoxviru, který způsobuje smrtelné onemocnění veverky obecné. 
Přes své ohrožení a fakt, že se v místech introdukce veverky popelavé veverka obecná přestala vyskytovat, není zařazena mezi ohrožené druhy, neboť je její celkový areál rozšíření stále velmi velký. V Evropě v místech introdukce veverky popelavé vznikají plány na její eradikaci, respektive alespoň omezení počtu, případně rozličná podpůrná opatření pro konkurenčně slabší, ale původní veverku obecnou.
Kromě toho veverka popelavá způsobuje škody na lesních porostech strháváním borky ze stromů.